# Maćkowice

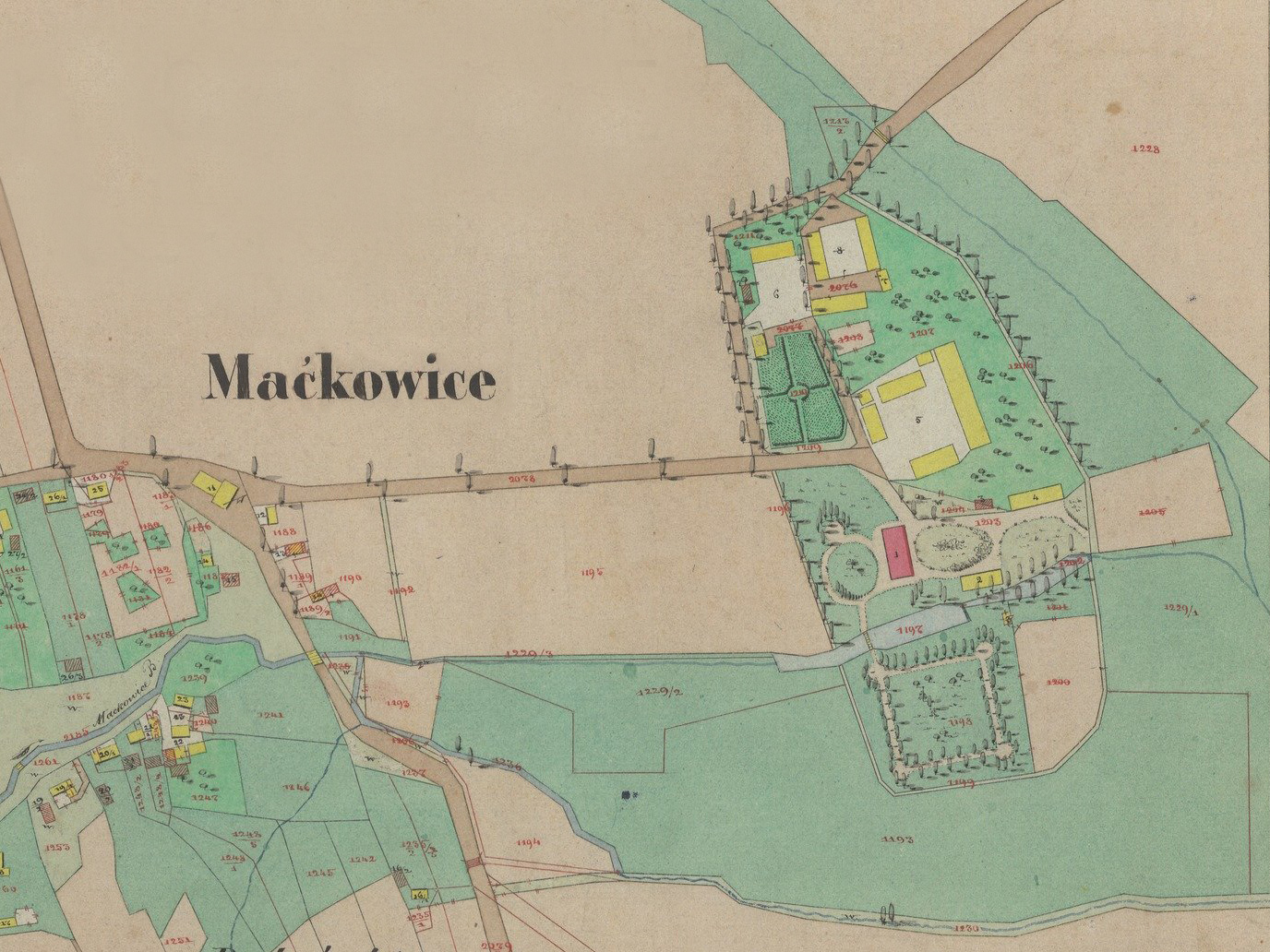
Dwór szlachecki i park w Maćkowicach na mapie z 1851 roku

Maćkowice (ukr. Мацьковичі) – wieś w Polsce położona w województwie podkarpackim, w powiecie przemyskim, w gminie Żurawica.
Mackowice leżą nad Radą dopływem Sanu.
| SIMC    | Nazwa          | Rodzaj    |
| ------- | -------------- | --------- |
| 0613760 | Chałupki       | część wsi |
| 0613777 | Wola Maćkowska | część wsi |
| 0613783 | Zagrody        | część wsi |

W II Rzeczypospolitej wieś w powiecie przemyskim w województwie lwowskim.
W latach 1944–1946 nacjonaliści ukraińscy z OUN-UPA zamordowali tutaj 34 Polaków.
11 kwietnia 1945 r. nieznana grupa polskiego podziemia (prawdopodobnie oddział NN „Groźnego” z Rokietnicy) zamordował 12 ukraińskich mieszkańców wsi (1 tym 2 kobiet i 2 dzieci).
Miejscowość jest siedzibą rzymskokatolickiej Parafii Matki Bożej Nieustającej Pomocy. We wsi znajduje się zniszczona zabytkowa cerkiew greckokatolicka.
W latach 1954–1972 wieś należała i była siedzibą władz gromady Maćkowice. W latach 1975–1998 miejscowość administracyjnie należała do województwa przemyskiego.

## Postacie związane z Maćkowicami
- Mateusz Skibniewski (ur. 19 lipca 1912 w Maćkowicach, zm. 25 listopada 2002 w Lubiniu) – ksiądz katolicki, zakonnik, przeor klasztoru benedyktynów w Tyńcu, bibliotekarz.
- Stefan Turczak (ukr. Стефан Васильович Турчак, ur. 28 lutego 1938 w Maćkowicach, zm. 23 października 1988 w Kijowie) – ukraiński dyrygent, Ludowy Artysta ZSRR.